# Esther Hayut
Esther Hayut (înaintea căsătoriei:Esther Avni, în ebraică: אֶסְתֵּר חַיּוּת, născută la 16 octombrie 1953 lângă Herzliya) este o juristă israeliană, din anul 2017 președinta Curții Supreme a Israelului.

## Biografie
Hayut s-a născut în Israel în maabaraua (tabăra de noi imigranți) Shubaki (sau Shaviv) de lângă Herzliya, ca fiică a lui Yehuda Avni, supraviețuitor de la Auschwitz și Yehudit (Judith), născută Hollinger, supraviețuitoare a Holocaustului, originară din Bucovina (România).Mama judecătoarei Esther Hayut era din Storojineț și la vârsta de 8 ani a fost deportată de regimul dictatorial al lui Ion Antonescu, împreună cu o parte din familia ei la Berșad în Transnistria. Bunicii materni ai mamei au murit la scurt timp după ce au ajuns la Berșad. Bunica din partea tatălui lui Esther Hayut și doi frați ai săi au pierit in Holocaust în Polonia. Părinții ei au divorțat când ea avea un an și jumătate, tatăl ei emigrând în Anglia. În copilărie a fost crescută o parte din timp la bunici, în cartierul Neve Amal din Herzliya și a învățat la școala Gordon din Herzliya. La 17 ani, după recăsătorirea mamei cu Yehuda Strulowicz, ea s-a mutat cu mama și soțul ei la Eilat, unde a terminat liceul.
În cursul serviciului militar a fost vocalistă în ansamblul muzical al Comandamentului de centru. A urmat, apoi, până în anul 1977 Facultatea de drept a Universității din Tel Aviv.
Dupa 1975 a lucrat ca bibliotecară la Biroul avocațial Haim Tzadok et co. Haim Tzadok a fost un timp ministrul justiției al Israelului. După terminarea studiilor de drept, Hayut și-a făcut stagiul in acest birou, și apoi a lucrat tot acolo ca avocată salariată. Apoi, și-a deschis împreună cu soțul ei un birou avocațial privat la care a lucrat până în anul 1990, când a fost numită judecătoare. 
În martie 2003 a fost numită judecătoare la Curtea Supremă a Israelului. În 2017 i-a urmat lui Myriam Naor în postul de președintă a Curții Supreme.

### Viața privată
Esther Hayut are doi copii avocați.